# Речица (Беларус)
Вижте пояснителната страница за други значения на Речица.
Ре́чица (на беларуски: Рэчыца; на руски: Речица) е град в Беларус, административен център на Речицки район, Гомелска област.

## География
Градът е разположен на устието на река Речица при вливането ѝ в Днепър. Населението на града е 65 940 души (по приблизителна оценка от 1 януари 2018 г.).

## История
За пръв път селището е споменато през 1213 година. Получава статут на град през 1511 година.